# Katamenes watsoni
Katamenes watsoni är en stekelart som beskrevs av Meade-waldo. Katamenes watsoni ingår i släktet Katamenes och familjen Eumenidae. Inga underarter finns listade i Catalogue of Life.